# Kwomtari jezici
Kwomtari jezici, jedna od dviju glavnih skupina porodice arai-kwomtari, koja obuhvaća 6 jezika na području Papue Nove Gvineje. Baron (1983) dijeli ove jezike na porodicu fas s jezicima fas i baibai; pyu s jezikom pyu; i veliku porodicu kwomtari na porodicu kwomtari s jezicima kwomtari i biaka ili nai i poseban jezik guriaso.
Današnja podjela je na jezične skupine Fas (2) jezika (baibai i fas); Kwomtari (2) jezika (guriaso i kwomtari); kwomtari jezgrovni (1) jezik (nai ili biaka); i pyu (1) jezik (pyu)

## Vanjske poveznice
- Ethnologue (14th)
- Ethnologue (15th)